# Augustinum-Gruppe
Das Augustinum ist ein deutscher diakonischer freier Träger. Zur Gruppe gehören 23 Wohnstifte mit ungefähr 7400 Bewohnern, eine Klinik, Schulen, Kindertagesstätten und Behinderteneinrichtungen sowie zwei Sanatorien für altersdemente Menschen.

## Gründung

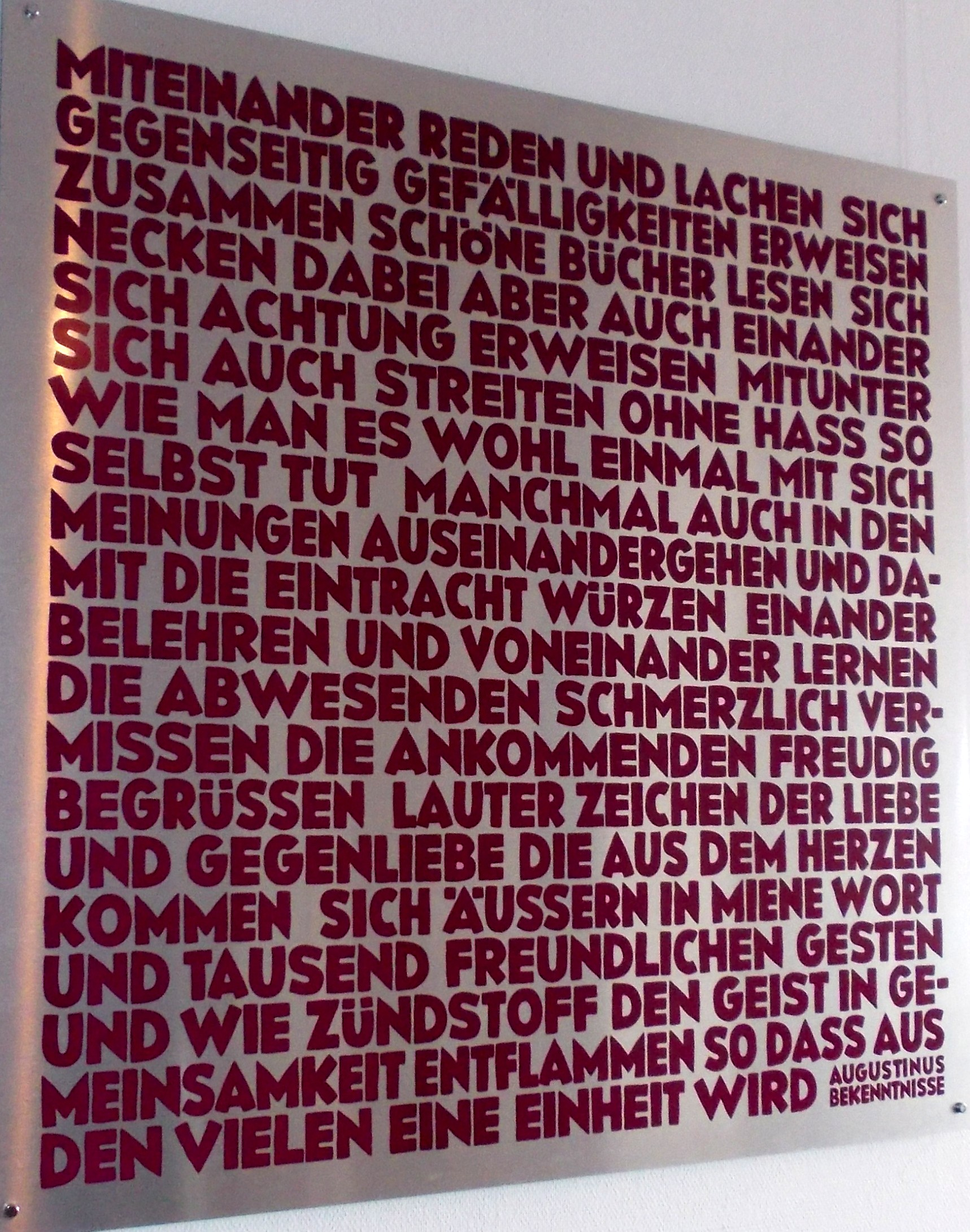
Das Motto des Augustinum findet sich an vielen Standorten als Schrifttafel, hier im Augustinum Hamburg (Zitat aus den Bekenntnissen des Kirchenlehrers Augustinus)

Die nach dem Kirchenvater Augustinus von Hippo benannte Augustinum-Gruppe bekennt sich zu den christlichen Grundwerten und ist Mitglied im Diakonischen Werk der Evangelischen Kirche in Bayern. Die Gründung ihrer historischen Keimzelle in München durch den evangelischen Pfarrer Georg Rückert und seine Frau Gertrud geht zurück bis in das Jahr 1954, das Jahr des 1600. Geburtstages von Kirchenvater Augustinus.

## Struktur
Das Dach der Augustinum-Gruppe bildet seit Januar 1999 die Augustinum-Stiftung. Als Muttergesellschaft des Konzerns fungiert die Augustinum gGmbH; sie führt zentral alle nachgeordneten Tochtergesellschaften, in denen die einzelnen Geschäftsbereiche des Augustinum organisiert sind.
Eine im Rahmen der Übernahme des Diakoniewerk Hohenbrunn geschaffene Tochtergesellschaft mit verschiedenen Arbeitsschwerpunkten ist seit 2023 das Augustinum Berchtesgadener Land. Sie führt die Einrichtungen des Werks in der Strub in Bischofswiesen bei Berchtesgaden, vormals Insula, fort. Dazu gehört neben einem Seniorenheim u. a. auch ein Kindergarten.

## Wohnstifte für Senioren
In 23 Augustinum-Wohnstiften sorgen rund 3000 Mitarbeiter für etwa 7400 Senioren (Stand 2017).

### Konzept
Schon Ende der 1950er Jahre entstand im Augustinum die Idee des Wohnstiftes für ältere Menschen mit dem Ziel, seinen Bewohnern Unabhängigkeit und Sicherheit zu garantieren. 1962 wurde das erste Haus München-Neufriedenheim bezogen. Die Augustinum-Gruppe eröffnete seither weitere 22 Häuser in Deutschland. 1980 wurde eine Pflegekostenergänzungsregelung (PER) eingeführt, die als „Solidarfonds“ konzipiert ist und Pflegekosten oberhalb eines monatlichen Selbstbehalts absichert.
Die Pflege wird im Bedarfsfall vom hausinternen, ambulanten Pflegedienst in der eigenen Wohnung organisiert. Rechtlich sind die Wohnstifte als Betreutes Wohnen zu betrachten.

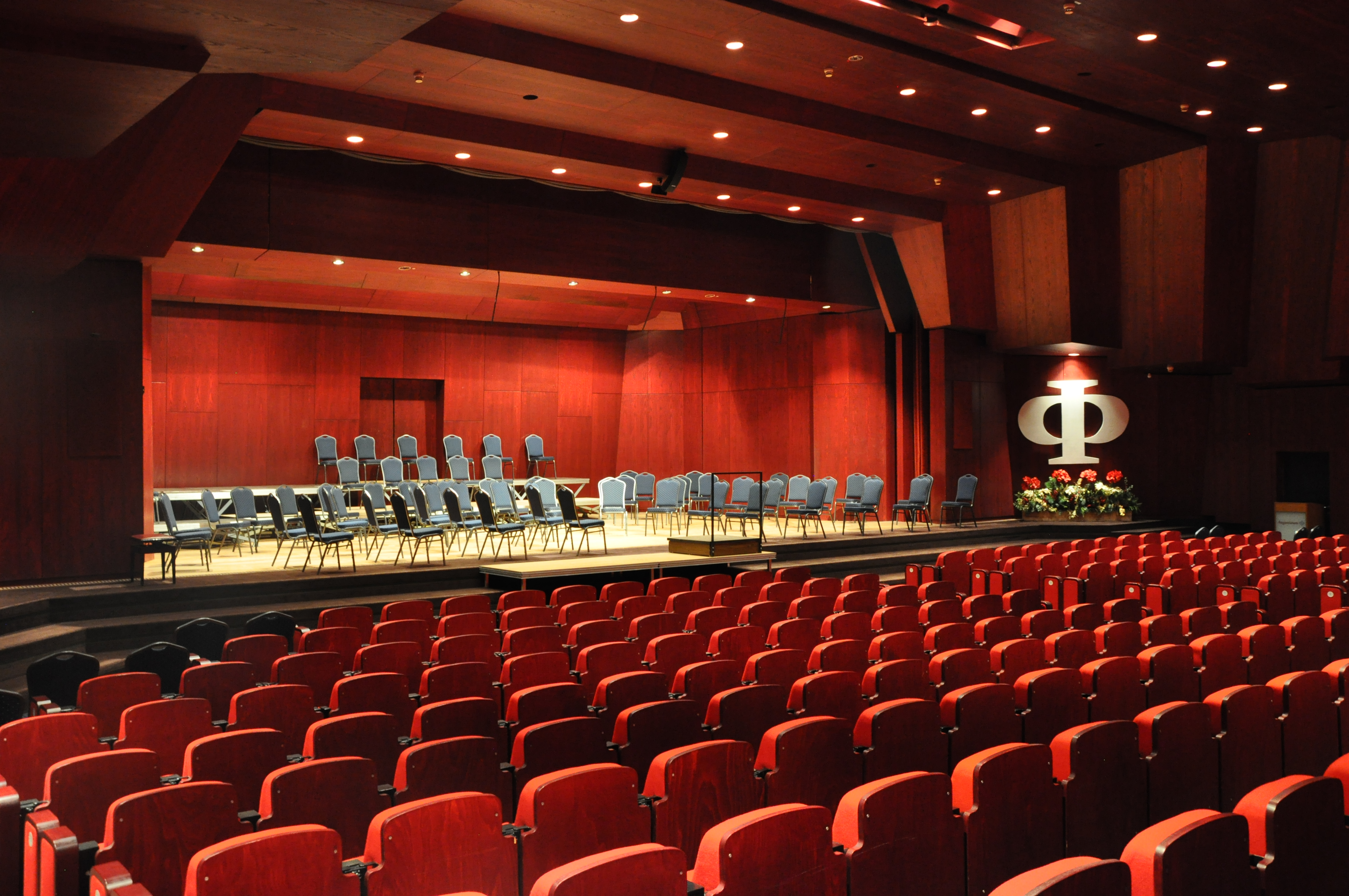
Der Theater-, Konzert- und Kinosaal im Augustinum Heidelberg, hier mit einem Orchesteraufbau

Die Augustinum-Wohnstifte betreiben ein zum Teil öffentliches Kulturprogramm. Je nach Größe sind die Wohnstifte dafür mit Mehrzweck-Veranstaltungsräumen oder großen Theater-, Kino- und Konzertsälen ausgestattet. Neben den öffentlichen Veranstaltungen wie Konzerten, Filmvorführungen, Vorträgen und ähnlichen bietet jedes Wohnstift ein Kursprogramm für die Bewohner an. Das Angebot reicht hier von Gymnastik über Sprachkurse und Gedächtnistraining bis zu Malkursen, Gesprächskreisen, Musizieren und so weiter. Darüber hinaus gestalten auch Bewohner das Programm mit, indem sie beispielsweise Vorträge halten, Konzerte geben oder Kurse anbieten.

### Standorte
Die 23 Standorte der Wohnstifte befinden sich überwiegend in den alten Ländern:
- in Norddeutschland: Aumühle bei Hamburg, Braunschweig, Augustinum Hamburg, Kleinmachnow bei Berlin, Mölln
- in Nordrhein-Westfalen: Bonn, Detmold (Stadtteil Hiddesen), Dortmund, Essen
- in Rheinland-Pfalz: Bad Neuenahr
- in Hessen: Bad Soden am Taunus, Kassel
- in Baden-Württemberg: Freiburg im Breisgau, Heidelberg (Stadtteil Emmertsgrund), Meersburg, Stuttgart-Killesberg, Stuttgart-Sillenbuch, Überlingen
- in Bayern: Dießen am Ammersee, Neufriedenheim und Hasenbergl in München, Roth, Schweinfurt

### Cinema Augustinum
Etwa ein Drittel der 23 Augustinum-Seniorenresidenzen sind lizenzierte Kinos und sind als Programmkinos zu sehen. Je nach Standort werden regelmäßig Filme mit einem digitalen Kinoprojektor gezeigt (z. B. in Stuttgart-Sillenbuch oder Dießen am Ammersee) oder BluRays/DVDs vorgeführt.
Eine Besonderheit ist das Kino im Augustinum Mölln, das gleichzeitig als das Kino der Stadt gilt und mehrfach ausgezeichnet wurde.

## Klinik
Ein weiterer Unternehmensbereich der Augustinum-Gruppe ist die Klinik Augustinum München mit 155 Krankenhausbetten. Im April 1962 nahm sie ihre Arbeit auf. Die Herzklinik arbeitet seit 1995 mit der Münchner Uniklinik zusammen.

## Weitere Einrichtungen

### Schulen und Internate
Das Augustinum betreibt schulische und berufliche Ausbildung. Im „SchulCentrum Augustinum“ werden ca. 750 Schüler mit Hörschäden oder Lern- und Leistungsstörungen von ca. 150 Mitarbeitern unterrichtet. Zum SchulCentrum gehören:
- die Samuel-Heinicke-Realschule München, die seit September 1971 hörgeschädigte und gut hörende Schüler gemeinsam zur Mittleren Reife führt.
- die staatlich anerkannte Samuel-Heinicke-Fachoberschule in München. Sie führt seit 1983 hörgeschädigte und gut hörende Schüler mit mittlerem Schulabschluss zur Fachhochschulreife. Das angeschlossene Evangelische Studienheim in München vereint Internat und Tagesstätte.
- das Internat und Landschulheim Elkofen in der Nähe von Grafing bei München, heute eine naturwissenschaftlich-technologische Realschule. Das ehemalige Privatgymnasium mit pädagogischer Förderung insbesondere von hochbegabten Schülern, die aufgrund von partiellen Lern- und Leistungsstörungen im normalen Schulsystem nicht zurechtkamen, wurde im Jahr 1988 von der Augustinum-Gruppe übernommen. Im Jahr 2009 wurde die Schulform vom Gymnasium zur Realschule umgewandelt.
- die Friedrich-Oberlin-Fachoberschule für Sozialwesen und Wirtschaft in München-Pasing, die nach zwei Jahren zur fachgebundenen und nach drei Jahren zur allgemeinen Fachhochschulreife führt.

### Heilpädagogische Einrichtungen für geistig Behinderte
Im Heilpädagogischen Centrum Augustinum (HPCA) in München-Hasenbergl werden über 800 geistig und mehrfach behinderte Menschen jeden Alters begleitet.
Seit 1972 gibt es hier eine Schule für geistig behinderte Kinder und Jugendliche, die Otto-Steiner-Schule.
Eine weitere Einrichtung ist das 1977 gegründete Bildungswerk in Oberschleißheim. Es bietet volkshochschulähnliche Kurse und Bildungsreisen für Menschen mit geistigen Behinderungen an.

### Sanatorien für Demenzkranke
Zu diesen Häusern mit ca. 120 Sanatoriumplätzen für demenzerkrankte, zum Beispiel an Alzheimer erkrankte ältere Menschen, gehören das seit April 1982 bestehende Sanatorium Augustinum Schwindegg sowie das Itzel-Sanatorium in Bonn-Oberkassel seit Oktober 1993.

## Wappentier

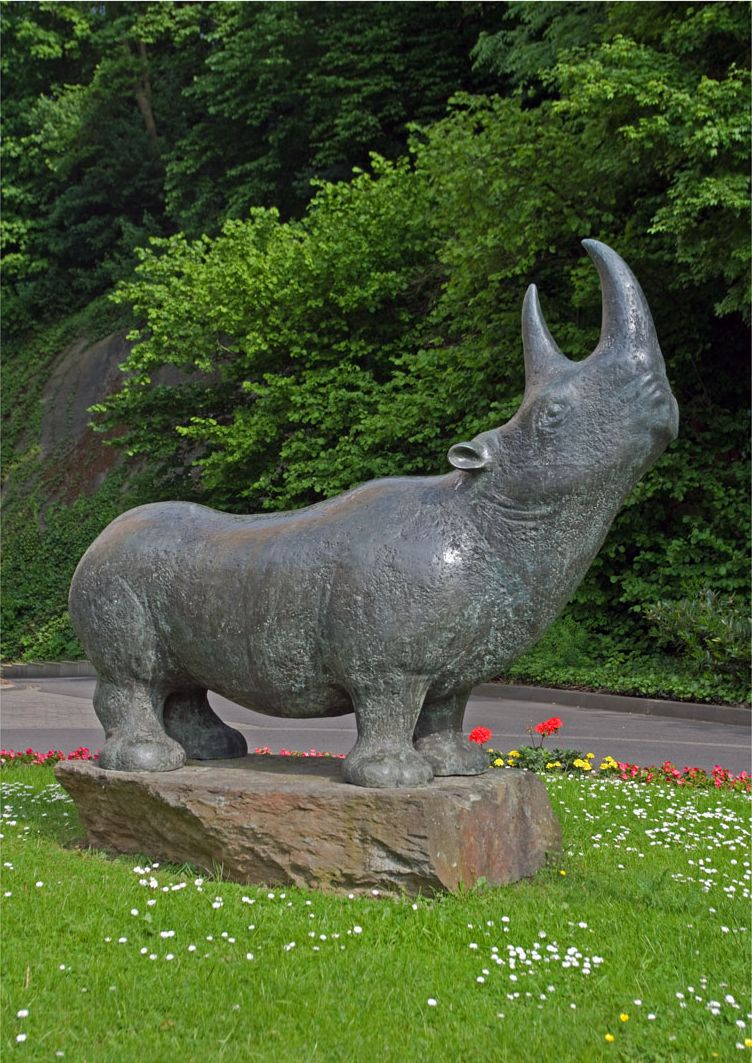
Nashornskulptur vor dem Augustinum in Bad Neuenahr

Das Nashorn ist das Wappentier des Augustinums, und vor jedem Senioren-Wohnstift steht eine 400 Kilogramm schwere Bronzeskulptur nach dem Entwurf des Bildhauers Josef Gollwitzer. „Furchtlosigkeit und Unbeirrbarkeit sind Charakteristika des Tieres, die auch dem Konzept der Augustinum-Häuser entsprechen“, sagte die damalige Direktorin im Augustinum Stuttgart-Killesberg. Deshalb übernimmt das Augustinum auch Patenschaften für Nashörner in deutschen Zoos.

## Betrügerischer Verkauf von Wohnstiften

### Immobilientransfer
Das Augustinum hatte von 2010 bis 2013 elf seiner Seniorenstifte an die Firma Nordic Kontor GmbH aus Heide (Schleswig-Holstein) bzw. deren hierzu gegründete Unterfirmen verkauft und anschließend zurückgemietet. Drei weitere Häuser, in denen das Augustinum nur Mieter war, kaufte Nordic Kontor mit Einverständnis des Augustinum von anderen Eigentümern. Für den Kaufpreis stellte das Augustinum der Nordic Kontor ein Darlehen über 728 Millionen Euro zur Verfügung. Der Verkäufer lieh also dem Käufer das Geld, damit dieser die Seniorenstifte kaufen konnte. Die Zinsen für die Darlehen beglich Nordic Kontor mit den Mieten, die das Augustinum zahlte.
Verantwortlich für diesen Deal sollen der Anfang 2014 verstorbene Ex-Aufsichtsratsvorsitzende Artur Maccari und Ex-Augustinum-Geschäftsführer Kurt Wilkin sein. Ein in der Schweiz ansässiger Vermittler habe dafür fast 40 Millionen Euro als Provision kassiert. Einen Teil soll Maccari erhalten haben, ein anderer Teil soll in die Villa des früheren Augustinum-Geschäftsführers geflossen sein. Wilkin habe als Geschäftsführer ein doppelt so hohes Aufsichtsratshonorar wie sein Geschäftsführer-Kollege Markus Rückert erhalten, außerdem 90 Tage Urlaub im Jahr sowie weitere Honorare, darunter etwa 40.000 Euro für die Planung eines Kaminabends. Rückert fühlt sich nunmehr durch den Immobilienhandel getäuscht.
Der Aufsichtsrat des Augustinums wurde durch einen anonymen Hinweis auf die Vorgänge aufmerksam und nahm interne Ermittlungen auf. In der Folge erstattete das Unternehmen Strafanzeige gegen Wilkin und entließ ihn im April 2014. Die Staatsanwaltschaft ermittelte wegen Betrugs. Wilkin saß neun Monate in Untersuchungshaft.

### Rückabwicklung
Das Augustinum wiederum versuchte, alle Verträge mit Nordic Kontor rückgängig zu machen, da diese nach seiner Auffassung nichtig waren. Im Frühjahr 2016 erhielt das Augustinum die ersten drei Häuser zurück: die Immobilien Bad Soden, Heidelberg und München-Nord. Die anderen elf Immobilien erhielt das Unternehmen durch Klagen bei örtlichen Gerichten bis Ende 2022 zurück. Auf den Betrieb in den Wohnstiften hatten die Verkäufe und die Bemühungen um die Aufarbeitung keine Auswirkungen.
Das Augustinum betreibt weiter eine Schadenersatzklage über 86 Millionen Euro (Stand Februar 2021). Die Klage richtet sich gegen den Ex-Chef sowie drei Geschäftsleute, die an dem Immobilienhandel beteiligt gewesen sein sollen.

### Anklage und Verurteilung
Nach einer Pressemitteilung vom 17. Oktober 2017 hat die Staatsanwaltschaft München I im September 2017 Anklage gegen vier Personen „wegen Betrugs- und Untreuevorwürfen zum Nachteil des gemeinnützigen Augustinum-Konzerns erhoben“. Im Zentrum der Anklage steht der Vorwurf, dass der (inzwischen verstorbene) Vorsitzende des Aufsichtsrats der Augustinum GmbH zusammen mit dem kaufmännischen Geschäftsführer, einem Vermittler und zwei auf Käuferseite auftretenden Personen den Vorsitzenden der Geschäftsführung der GmbH sowie die übrigen Mitglieder des Aufsichtsrats bei Immobilienverkäufen über wesentliche Umstände getäuscht haben soll.
„Dadurch“, so die Staatsanwaltschaft zu den Grundzügen der Anklage, „sollen sich die Angeschuldigten die Zustimmung zum Abschluss von für das Augustinum wirtschaftlich nachteiligen Verträgen erschlichen haben, um sich selbst zu bereichern. So soll insbesondere über den wirtschaftlichen Hintergrund und die Bonität der in Wahrheit vermögenslosen Käufergesellschaften getäuscht worden sein.“ Weiter heißt es, dass es beim Verkauf von elf Wohnstiftimmobilien, bei Vorschüssen und Scheinprovisionen um hohe Millionenbeträge gegangen sei; es handele sich dabei um „gewerbsmäßigen Bandenbetrug“.
Letztendlich wurde nur der ehemalige Geschäftsführer vom Landgericht München I zu einer 2-jährigen Bewährungsstrafe wegen Untreue verurteilt, wobei in das Strafmaß auch eine mit dem Verkauf der Einrichtungen nicht zusammenhängende Verurteilung wegen unerlaubten Waffenbesitzes eingeflossen sei. Für das Strafmaß seien ausschlaggebend das Geständnis des Geschäftsführers und die Tatsache gewesen, dass der Verurteilte nicht die treibende Kraft gewesen sei und sich nicht selbst bereichert habe. Die Verfahren gegen die übrigen drei Beschuldigten wurden gegen hohe Geldauflagen eingestellt.